# Houtzdale, Pennsylvania
Houtzdale, Pennsylvania (енгл. Houtzdale) град је у америчкој савезној држави Пенсилванија.

## Демографија
По попису из 2010. године број становника је 797, што је 144 (-15,3%) становника мање него 2000. године.
| Група             | 2000.       | 2010.       |
| Белци             | 937 (99,6%) | 790 (99,1%) |
| Афроамериканци    | 0 (0,0%)    | 0 (0,0%)    |
| Азијати           | 0 (0,0%)    | 0 (0,0%)    |
| Хиспаноамериканци | 0 (0,0%)    | 1 (0,1%)    |
| Укупно            | 941         | 797         |